# 25113 Benwasserman
25113 Benwasserman è un asteroide della fascia principale. Scoperto nel 1998, presenta un'orbita caratterizzata da un semiasse maggiore pari a 2,6417111 UA e da un'eccentricità di 0,1086116, inclinata di 3,57497° rispetto all'eclittica.